# Чехова, Ольга Константиновна
Ольга Константиновна Чехова (урожд. Кни́ппер; 14 [26] апреля 1897, Александрополь, Российская империя (ныне Гюмри, Армения) — 9 марта 1980 года, Мюнхен) — русская и немецкая актриса театра и кино.

## Биография
Родилась 26 апреля 1897 года в Александрополе. Её родители были обрусевшими немцами. Семья отца — Константина Леонардовича Книппера, инженера-строителя, приехала в Россию в начале XIX века из Саарбрюкена.
В семье инженера Константина Книппера было трое детей – Ада, Ольга и Лев. Средняя дочь, выделявшаяся красотой и умом, интересовалась театром. Когда Ольге исполнилось шестнадцать лет, родители отправили её в Москву, к любимой тёте, родной сестре отца, — Ольге Леонардовне Книппер-Чеховой, которая определила племянницу в студию при Художественном театре, где сама играла уже несколько лет. Однако учёба для Ольги завершилась быстро. В 1914 году она влюбилась в Михаила Чехова, считавшегося восходящей звездой МХАТа, и вышла за него замуж. Через полтора года у молодых родилась дочь, впоследствии тоже актриса — Ада Чехова. А ещё спустя два года Ольга Константиновна и Михаил Александрович развелись.
В 1920 году Ольга Чехова уехала из России в Германию. В 1921 году дебютировала в немецком кино в фильме «Замок Фогелёд» Фридриха Вильгельма Мурнау. В 1929 году поставила в качестве режиссёра фильм «Шут своей любви», главную роль в котором исполнил Михаил Чехов, также решивший не возвращаться в Советскую Россию. К началу 1930-х годов Чехова стала настоящей звездой немецкого кино. В 1930 году получила немецкое гражданство. В 1936 году вышла замуж за бельгийского промышленника Марселя Робинса, но через два года брак распался. Ольга Чехова сосредоточилась на работе в кино и активно снималась вплоть до крушения нацистской Германии. В 1936 году ей было присвоено звание Государственной актрисы.
27 апреля 1945 года была задержана в Берлине сотрудниками контрразведки Смерш 1-го Белорусского фронта и на самолёте доставлена в Москву. В справке 4-го отдела ГУКР Смерш отмечалось:

Будучи в Москве, Чехова подробно опрашивалась о ее связях с фашистскими руководителями Германии. В своем объяснении Чехова подтвердила, что неоднократно бывала в качестве гостьи на приемах в министерстве пропаганды Германии и встречалась с Гитлером, Геббельсом, Герингом, Риббентропом и другими. Однако, как указывала Чехова, приемы носили только официальный характер, на них бывали дипломаты, ученые, литераторы, актеры. Чехова объяснила, что в Германии многие из зависти к ней как знаменитости, или из желания скомпрометировать ее в глазах русских могут сделать заявление о наличии у нее близких отношений с Гитлером или кем-либо другим из его окружения, однако таких связей у нее с этими лицами не было.
Два месяца спустя, 25 июня, на самолёте её снова отправили в Берлин.
В первые послевоенные годы Чехова работала в основном в театре. В 1949 году переехала из дома во Фридрихсхагене в советской оккупационной зоне на новую квартиру в западноберлинском районе Шарлоттенбург. С 1949 по 1974 год сыграла в 22 фильмах, из которых половина была снята в 1950-х. В 1950 году обосновалась в Мюнхене, который стал центром западногерманского кинопроизводства. В 1952 году выпустила первую часть воспоминаний «Я ничего не замалчиваю!», а также сборник статей о красоте и моде «Женщина без возраста».
В 1955 году основала в Мюнхене фирму «Косметика Ольги Чеховой» с филиалами в Берлине и Милане. В 1973 году опубликовала новые воспоминания «Мои часы идут иначе».
Её дочь Ада и внучка Вера также стали известными актрисами.
Ольга Чехова скончалась 9 марта 1980 года от рака мозга. Похоронена на кладбище в Грефельфинге под Мюнхеном.

## Отношения с советской разведкой

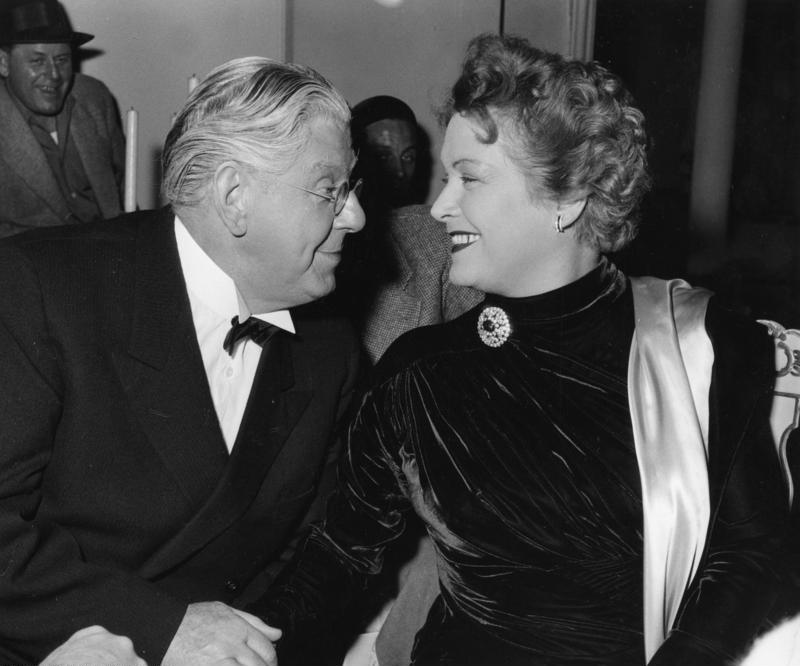
Вальтер Янсен и Ольга Чехова, 1953 год

После войны в ряде зарубежных газет и книг утверждалось, что Чехова якобы была агентом советской разведки. Писатель Владимир Богомолов в незаконченном романе «Жизнь моя, иль ты приснилась мне?» приводит выдержку из статьи «Орден Ольге Чеховой», опубликованной в газете Der Kurier от 14 ноября 1945 года: «Годами она вела свою опасную игру, не будучи открытой гестапо. Только в самые последние дни, когда Красная Армия уже воевала в предместьях Берлина, шофёр был арестован, а ей самой удалось избежать ареста гестапо». Газета Meinzer Anzeiger пишет, что «известной киноартистке Ольге Чеховой лично Маршал Сталин передал высокую награду за храбрость» (поскольку тогда такой «высокой награды» не существовало, другие публикаторы-сплетники уже трансформировали её в Орден Ленина). Павел Судоплатов в своих воспоминаниях «Разведка и Кремль. Записки нежелательного свидетеля» пишет, что советская разведка намеревалась привлечь Чехову к покушению на Гитлера. Но план покушения был отменён лично Сталиным из-за опасения возможного сговора между Германией и Великобританией. Версию о том, что Ольга Чехова была советским агентом, приводит также Серго Берия в книге «Мой отец — Лаврентий Берия». Однако документальных подтверждений до сих пор не представлено.

## Фильмография

### В России
- 1917 — Аня Краева — Наташа Краева
- 1918 — Калиостро
- 1918 — Последние приключения Арсена Люпена

### В Германии
- 1921 — Замок Фогелёд / Schloß Vogelöd — баронесса Шаферстадт
- 1921 — Авантюрист / Hochstapler
- 1922 — Борьба за Я / Der Kampf ums Ich
- 1922 — Смертельная карусель / Der Todesreigen — Ольга Петровна
- 1923 — Нора / Nora — Нора
- 1923 — Пагода / Die Pagode
- 1923 — Сияния смерти / Scheine des Todes
- 1923 — Татьяна / Tatjana — Татьяна
- 1923 — Потерянный башмачок / Der verlorene Schuh — Эстелла
- 1924 — Дебет и кредит / Soll und Haben — Сабина
- 1924 — Вакханка / Die Bacchantin
- 1925 — Венера Монмартра / Die Venus von Montmartre
- 1925 — Город искушения / Die Stadt der Versuchung
- 1925 — Старый бальный зал / Alte Ballhaus
- 1925 — Нужно ли выходить замуж? / Soll man heiraten?
- 1925 — Любовные истории / Liebesgeschichten
- 1925 — Орда / Die Horde
- 1926 — Опустившиеся / Die Gesunkenen — Мальва
- 1926 — Мельница Сан-Суси / Die Mühle von Sanssouci — Барберина
- 1926 — Человек с того света / Der Mann aus dem Jenseits
- 1926 — Семья Шимек — венские сердца / Familie Schimeck — Wiener Herzen — Ольга
- 1926 — Труде шестнадцати лет / Trude, die Sechzehnjährige
- 1926 — Человек в огне / Der Mann im Feuer — Дива Ромола
- 1926 — Его большое дело / Sein großer Fall — Мэри Мельтон
- 1926 — Холм полководца / Der Feldherrnhügel — графиня Ландерен
- 1927 — Горящая граница / Brennende Grenze — Надя
- 1927 — Мастер мира / Der Meister der Welt
- 1927 — Море / Das Meer
- 1927 — Блаженное высочество / Die selige Exzellenz — баронесса фон Виндегг
- 1928 — Соломенная шляпка / Un chapeau de paille d’Italie — Анаис де Бопертюи
- 1928 — Мулен Руж / Moulin Rouge — Паризия
- 1928 — Ад любви / Liebeshölle — Аля Суминска
- 1928 — Женщина в огне / Weib in Flammen — графиня Кларисса Тальберг
- 1929 — После приговора / After the Verdict — Вивиан Денис
- 1929 — Диана — история парижанки / Diane — die Geschichte einer Pariserin — Диана Мервил
- 1929 — Любовь братьев Ротт / Die Liebe der Brüder Rott — Тереза Донат
- 1929 — Шут своей любви / Der Narr seiner Liebe (режиссёр)
- 1929 — § 173 Уголовного кодекса. Кровосмешение / § 173 St.G.B. Blutschande (Strafbare Ehen) — Лизбет Крюгер
- 1930 — Студентка химии Хелена Вильфюр / Stud. chem. Helene Willfür — Хелена Вильфюр
- 1930 — Любовь на ринге / Liebe im Ring — Лилиан
- 1930 — Тройка / Troika — Вера Валова
- 1930 — Детектив кайзера / Der Detektiv des Kaisers — Ольга
- 1930 — Трое с бензоколонки / Die Drei von der Tankstelle — Эдит фон Турофф
- 1930 — Любимец богов / Liebling der Götter — Ольга фон Дагомирская
- 1930 — Два галстука / Zwei Krawatten — Мабель
- 1930 — Путь в рай / Le Chemin du paradis — Эдит де Туркофф
- 1930 — Девушка с Реепербана / Ein Mädel von der Reeperbahn — Ханна Булова
- 1931 — Любовь по приказу / Liebe auf Befehl — Мануэла
- 1931 — Мэри / Mary — Мэри Беринг
- 1931 — Паника в Чикаго / Panic in Chicago — Флоранс Дингли
- 1931 — Ночь решения / Die Nacht der Entscheidung — Мария Иванова-Саблина
- 1931 — Концерт / Das Konzert — Мария Хейнк
- 1932 — Ночная колонна / Nachtkolonne — Инка Мария
- 1932 — Тренк — роман большой любви / Trenck — der Roman einer großen Liebe — русская царица Елизавета Петровна
- 1932 — Шпионы в отеле Савой / Spione im Savoy-Hotel — мисс Харрис
- 1932 — Любовь, в которой нуждаются женщины / L’Amour qu’il faut aux femmes
- 1933 — За толику счастья / Um ein bisschen Glück
- 1933 — Лейтенский хорал / Der Choral von Leuthen — графиня Марианна
- 1933 — Игра в любовь / Liebelei / Une histoire d’amour — баронесса фон Еггерсдорф
- 1933 — Некий господин Гран / Un certain monsieur Grant / Ein gewisser Herr Gran — мадам Мервин
- 1933 — Пути к хорошему браку / Wege zur guten Ehe — Клара Вейлер
- 1933 — Учитель Уве Карстен / Heideschulmeister Uwe Karsten — Тереза ван дер Страатен
- 1934 — Полицейский отчёт сообщает / Der Polizeibericht meldet — Гизела Остеркамп
- 1934 — Между двух сердец / Zwischen zwei Herzen — Инге Лейтхоф
- 1934 — Мир без маски / Die Welt ohne Maske — Бетти Банделоу
- 1934 — Маскарад / Maskerade — Анита Келлер
- 1934 — Что я без тебя / Was bin ich ohne Dich — Лили Петрова
- 1934 — Приключения молодого господина в Польше / Abenteuer eines jungen Herrn in Polen — графиня Любенская
- 1934 — Пер Гюнт / Peer Gynt — Баронесса
- 1935 — Регина / Regine — Флорис Белл
- 1935 — Провокатор Азеф / Lockspitzel Asew — Таня Азеф
- 1935 — Вечная маска / Die ewige Maske — мадам Негар
- 1935 — Любовные мечты / Liebesträume — графиня Мадлен Дюдей
- 1935 — Любовь художника / Künstlerliebe — Оливия Вандерхаген
- 1935 — Вальс вокруг башни Стефана / Ein Walzer um den Stephansturm — Сильвия фон Полонская
- 1936 — Фаворит императрицы / Der Favorit der Kaiserin — русская царица Елизавета Петровна
- 1936 — Деньги / L’Argent — баронесса Сандорфф
- 1936 — Его дочь Петер / Seine Tochter ist der Peter — Нора Нуар
- 1936 — Маня Валевска / Manja Valewska — графиня Поля Валевска
- 1936 — Ханнерль и её любовники / Hannerl und ihre Liebhaber — фрау фон Сталь
- 1936 — Бургтеатр / Burgtheater — баронесса Сибах
- 1937 — Любовь идёт странными путями / Liebe geht seltsame Wege — Антония Дельварес
- 1937 — Без посторонних / Unter Ausschluss der Öffentlichkeit — Бригитта Спаренберг
- 1937 — Жёлтый флаг / Die gelbe Flagge — Хелен Редер, американская журналистка
- 1937 — Грозовой полёт к Клаудии / Gewitterflug zu Claudia — фрау Майнбург
- 1938 — Приключения влюблённых / Verliebtes Abenteuer
- 1938 — Воронка / Der Trichter
- 1938 — Девушка с хорошей репутацией / Das Mädchen mit dem guten Ruf — Мирандолина
- 1938 — Красные орхидеи / Rote Orchideen — Мария Дорандо
- 1938 — Две женщины / Zwei Frauen — Паула Корвей
- 1939 — Милый друг / Bel Ami — Мадлен Форестье
- 1939 — Я отказываюсь от дачи показаний / Ich verweigere die Aussage — Нора Оттендорф
- 1939 — Паркштрассе 13 / Допрос в полночь / Parkstrasse 13 / Verhör um Mitternacht — Эвелина Шратт
- 1939 — Жуткие желания / Die unheimlichen Wünsche — Феодора, актриса
- 1939 — Освобождённые руки / Befreite Hände — Керстин Томас
- 1940 — Страсть / Leidenschaft — Герда
- 1940 — Ангелика / Angelika — Ангелика
- 1940 — Лиса из Гленарвона / Der Fuchs von Glenarvon — Глория Грандисон
- 1941 — Люди в бурю / Menschen im Sturm — Вера
- 1942 — Андреас Шлютер / Andreas Schlüter — графиня Вера Орлевская
- 1942 — Глазами женщины / Mit den Augen einer Frau — Мари-Луиза фон Дитмар
- 1943 — Вечное звучание / Der ewige Klang — Жозефина Мальти, певица
- 1943 — Путешествие в прошлое / Reise in die Vergangenheit — Марианна фон дер Хальден
- 1943 — Опасная весна / Gefährlicher Frühling — Юлиана фон Буквиц
- 1944 — Мелузина / Melusine — Нора
- 1945 — Шива и цветок виселицы / Shiva und die Galgenblume
- 1948 — В храме Венеры / Im Tempel des Venus — Карола Вебер
- 1950 — Ночь в отдельном кабинете / Eine Nacht im Separee — Вера
- 1950 — Ни один ангел не бывает столь чистым / Kein Engel ist so rein — Марго
- 1950 — Двое в одном костюме / Zwei in einem Anzug — Кэтрин Тюрнер
- 1950 — Магараджа поневоле / Maharadscha wider Willen — Сюзанна де Бон, журналистка
- 1950 — Мятеж в раю / Aufruhr im Paradies — Мириам
- 1950 — Мужчина, который хотел жить дважды / Der Mann, der zweimal leben wollte — Ирена Хессе
- 1951 — Вожделение / Begierde
- 1951 — Женщина с сердцем / Eine Frau mit Herz — Вера фон Везенер
- 1951 — Тайны брака / Geheimnis einer Ehe — Тина Кампхаузен
- 1951 — Мой друг, вор / Mein Freund, der Dieb — Персис Швестер
- 1952 — За стенами монастыря / Hinter Klostermauern — настоятельница
- 1953 — Всё для папы / Alles für Papa — фрау фон Плесков
- 1954 — Ротмистр Вронский / Rittmeister Wronski — фрау фон Эйхофф
- 1954 — Резли-роз / Rosen-Resli
- 1955 — Я была уродливой девушкой / Ich war ein hässliches Mädchen
- 1955 — Барринги / Die Barrings — Амелия фон Эйфф
- 1958 — У47 — капитан-лейтенант Прин / U47 — Kapitänleutnant Prien
- 1963 — Джек и Дженни / Jack und Jenny — мать Йохансена
- 1971 — Дуэль втроём / Duell zu dritt (серия «Встреча на Лидо» / Wiedersehen am Lido) — мадам Прюнель
- 1972 — Шоу Ивана Реброва / Die Ivan-Rebroff-Show (ТВ) — Актриса (камео)
- 1973 — Двойня из Имменхофа / Die Zwillinge vom Immenhof — бабушка Аркенс
- 1974 — Весна в Имменхофе / Frühling auf Immenhof — бабушка Аркенс
- 1974 — Место встречи — сердце / Treffpunkt Herz (ТВ)

## Киновоплощения
- «Легенда об Ольге» (2008) с Ольгой Погодиной в главной роли.
- «Контригра» (2011) с Марией Порошиной в главной роли.
- «Апперкот для Гитлера» (2015). В роли Наталья Высочанская.